# Сезона убијања
Сезона убијања (енгл. Killing Season) амерички је филмски трилер са елементима акције из 2013. године, у режији Марка Стивена Џонсона, по сценарију Евана Дохертија. Главне улоге глуме Џон Траволта и Роберт де Ниро. Приказује личну битку између америчког и српског ратног ветерана.
Дохертијев сценарио је привукао пажњу продуцената након победе на такмичењу за писање сценарија 2008. године. Филм је добио негативне рецензије критичара.

## Радња
Током рата у Босни и Херцеговини, трупе САД су сведоци наводног злочина, а затим стрељају српске војнике за које сматрају да су одговорни.
У данашњем Београду, бивши војник Шкорпиона Емил Ковач (Џон Траволта), који је преживео пуцњаву, састаје се са својим доушником да би преузео досије о америчком војном ветерану и бившем НАТО оперативцу, пуковнику Беџамину Форду (Роберт де Ниро), који се у међувремену повукао у колибу у Апалачким планинама у Тенесију, како би покушао да заборави рат.
Сада самотњак, Форд се сусреће са Ковачем, који се представља као туриста. Њих двојица се спријатељују, све док Ковач не открије свој прави идентитет. У намери да се освети, он започиње крваву игру мачке и миша са Фордом. Открива се да је Форд пуцао Ковачу у леђа, након чега је годинама био осакаћен.
Међутим, постижу миран компромис након што разумеју невоље један другог. Ковач се враћа у Србију, док Форд посећује сина како би надокнадио пропуштено крштење унука.

## Улоге
| Глумац            | Улога         |
| ----------------- | ------------- |
| Џон Траволта      | Емил Ковач    |
| Роберт де Ниро    | Бен Форд      |
| Мајло Вентимилија | Крис Форд     |
| Елизабет Олин     | Сара Форд     |
| Дијана Љубенова   | Елена         |
| Калин Сарменов    | Србин         |
| Стефан Штерев     | гост бара     |
| Џозеф Оливеира    | српски војник |